# Мала Пристава (Шмарє-при-Єлшах)
Мала Пристава (словен. Mala Pristava) — поселення в общині Шмарє-при-Єлшах, Савинський регіон, Словенія. 
Висота над рівнем моря: 271,4 м.